# ベールゼブフォ
ベールゼブフォ（学名：Beelzebufo）は、約7000万年前にあたる後期白亜紀のマーストリヒチアン期のマダガスカルに生息した大型の無尾目（カエル）の属。化石はマエヴァラノ累層から産出した。2008年の記載当初は地球史上最大級のカエルとされていたが、より完全な化石が後に発見され、現生で最大のゴライアスガエルや、チリの始新世の地層から発見された部分化石からのみ知られる未命名種にその座を譲っている。当時の恐竜の幼体を捕食していたとも言われる。
メディアでは悪魔のカエル、悪魔のヒキガエル、地獄からやってきたカエルとも形容される。

## 命名
ベールゼブフォは2008年2月に記載・命名された。属名は異教神あるいは悪魔ベルゼブブ（Beelzebub）とヒキガエルの学名である bufo の混成語であり、種小名 ampinga はマダガスカル語で「装甲」の意である。種小名は盾を彷彿とさせる頭部の突起を反映している。

## 特徴

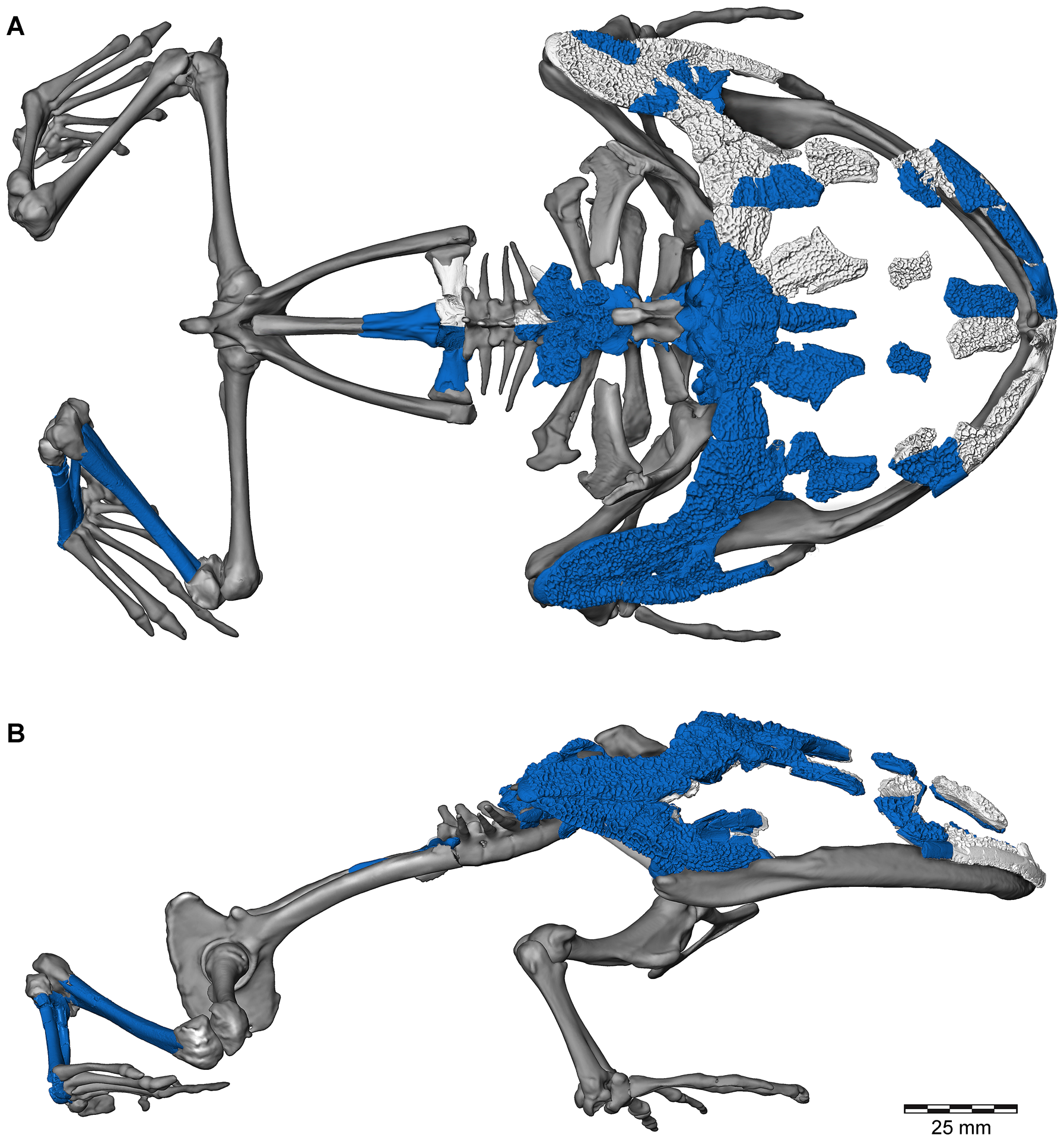
3次元復元

2008年の記載時にはベールゼブフォの体長は42.5センチメートルとされたが、2014年の研究で少なくとも体長23.2センチメートルまで成長したと下方修正された。これは現生のアフリカウシガエルが達しうる大きさである。頭部は非常に大型であった。

## 生物地理
ベールゼブフォの化石が産出したマダガスカル島は、後期ジュラ紀の最初期にソマリアの海岸から離れ、またインド亜大陸と繋がっていた。ベールゼブフォは南アメリカ大陸に生息するツノガエル科に姿が類似しており、かつては後期白亜紀まで南アメリカ大陸とマダガスカル、場合によっては南極大陸が陸続きであった可能性も考えられていた。
しかし、ベールゼブフォはツノガエルと近縁ではなく、姿が類似するのは収斂進化によるものと考えられている。かつてツノガエル科に分類されていた他の絶滅したカエルにはバウルバトラクスがおり、ベールゼブフォはツノガエル科と縁遠いネオバトラクス類（Neobatrachia）のより古いグループに属する可能性がある。

## 生態
ベールゼブフォは口を大きく広げることができ、比較的大型の獲物を捕食していた可能性が高い。具体的にはトカゲなど小型の脊椎動物のほか、孵化した直後の恐竜の幼体なども獲物の候補に挙がる。クランウェルツノガエルに基づく推定では、幅15.4センチメートルの口を持つベールゼブフォの咬合力は500 - 2200ニュートンとされている。